# Tráfico
Tráfico (portugiesisch für: Verkehr) ist eine groteske Tragikomödie des portugiesischen Regisseurs João Botelho aus dem Jahr 1998.

## Inhalt
Jesus, der Sohn eines normalen, etwas unterkühlten Paares, findet einen geheimen verbotenen Schatz und versetzt die kleine Familie in einen Glückstaumel.
Am gleichen Tag beschließen zwei Priester, ihre Kirche mangels Gläubiger zu schließen und ihre Heiligenbilder zu versteigern, um danach in die weite Welt aufzubrechen.
Auch ein Bankier mit akustischen und ein Minister mit visuellen Halluzinationen bleiben nicht unberührt von den zeitgleichen Geschehnissen, ebenso wenig eine elegante Frau mit einer schönen und bunten Perücke, ein in Waffengeschäfte verstrickter General mit seiner illegal mit Kunst handelnden Gattin und weitere Figuren.

## Rezeption
Der Film feierte am 8. September 1998 bei den Internationalen Filmfestspielen von Venedig 1998 Premiere, wo er für einen Goldenen Löwen nominiert war. Er lief danach auf weiteren internationalen Filmfestivals, darunter das Toronto International Film Festival und die Mostra Internacional de Cinema de São Paulo. In den portugiesischen Kinos lief der Film am 31. Dezember 1998 an, nach einer ersten öffentlichen Premiere am 17. Dezember 1998. In Frankreich hatte er am 10. März 1999 seinen Kinostart.
Der Film erschien in Portugal bei Atalanta/Madragoa 1999 als VHS-Kassette und 2004 als DVD.